# Waldemar Banaszak
Waldemar Banaszak (ur. 12 lutego 1976) – polski judoka i trener sztuk walki.
Były zawodnik WKS Śląsk Wrocław (1989–2003), SGKS Wybrzeże Gdańsk (2000–2002). Brązowy medalista zawodów pucharu świata seniorów w kat. do 78 kg (Warszawa 1995). Brązowy medalista w drużynie na 18. Letniej Uniwersjadzie 1995 w Fukuoce. Sześciokrotny brązowy medalista mistrzostw Polski seniorów (1994 i 1997 w kat. do 78 kg, 1998, 1999, 2000 i 2001 w kat. do 81 kg). Ponadto m.in. młodzieżowy mistrz Polski 1995 i mistrz Polski juniorów 1994. Uczestnik mistrzostw Europy seniorów 1995. Trener sztuk walki w Centrum Sztuk Walki w Chojnicach.